# Maciej Bieszczad
Maciej Bieszczad (ur. 1978 w Wieluniu) – polski poeta.
Autor sześciu książek poetyckich. Członek Stowarzyszenia Pisarzy Polskich. Twórca Festiwalu Literatury „Zarzewie” w Wieluniu.

## Publikacje
- Elipsa (Mamiko, Nowa Ruda 2010)
- Okolice Gerazy (Mamiko, Nowa Ruda 2012)
- Arnion (Tikkun, Warszawa 2014)
- Pogrzeby wróbli (Towarzystwo Przyjaciół Sopotu, Sopot 2017), seria Biblioteka Toposu, tom 134
- Kołatanie (Towarzystwo Przyjaciół Sopotu, Sopot 2018), seria Biblioteka Toposu
- Niteczka (Towarzystwo Przyjaciół Sopotu, Sopot 2020), seria Biblioteka Toposu
- Ulewa, Oficyna Wydawnicza ATUT / Instytut Literatury, Wrocław / Kraków 2020[2]

## Nagrody i nominacje
- III nagroda VII Ogólnopolskiego Konkursu Literackiego „Złoty Środek Poezji” na najlepszy poetycki debiut książkowy roku 2010 za tom Elipsa[3]
- II nagroda XI Ogólnopolskiego Konkursu Poetyckiego im. Rainera Marii Rilkego 2017[4]
- nominacja do Nagrody Poetyckiej im. Kazimierza Hoffmana „KOS” 2021 za tom Niteczka[5]
- wyróżnienie w konkursie o Nagrodę Literacką im. ks. Jana Twardowskiego 2021 za tom Niteczka[6]
- nominacja do Orfeusza – Nagrody Poetyckiej im. K.I. Gałczyńskiego 2024 za tom Pasaże[7]